# Успенка (Александровский район)
Успе́нка — село в Александровском районе Оренбургской области России. Входит в состав Чебоксаровского сельсовета.

## География
Село находится в западной части Оренбургской области, в пределах предуральской сильноволнистой возвышенности Общего Сырта, на берегах ручья Сазла, на расстоянии примерно 24 км (по прямой) к северо-западу от села Александровка, административного центра района. Абсолютная высота — 175 м над уровнем моря.
Климат
Климат характеризуется как резко континентальный, засушливый, с холодной малоснежной зимой и жарким летом. Средняя температура воздуха самого тёплого месяца (июля) — 20 °C (абсолютный максимум — 38 °С); самого холодного (января) — −15 °C (абсолютный минимум — −42 °С). Безморозный период длится около 150 дней в году. Снежный покров держится в среднем около 145—150 дней в году.
Часовой пояс
Село Успенка, как и вся Оренбургская область, находится в часовой зоне МСК+2. Смещение применяемого времени относительно UTC составляет +5:00.

## Население
| 2010 |
| ---- |
| 85   |

Гендерный состав
По данным Всероссийской переписи населения 2010 года, в гендерной структуре населения мужчины составляли 48,2 %, женщины — соответственно 51,8 %.
Национальный состав
Согласно результатам переписи 2002 года, в национальной структуре населения русские составляли 85 % из 150 чел.

## Улицы
Уличная сеть села состоит из одной улицы (ул. Советская).

## Инфраструктура
В селе действуют фельдшерско-акушерский пункт и сельский клуб.